# Vladislav Zubar
Vladislav Zubar, né le 11 mai 1997 à Sievierodonetsk, est un coureur cycliste ukrainien.

## Palmarès sur route

### Par année
- 2014
  -  Champion d'Ukraine sur route juniors
- 2017
  - 2e du championnat d'Ukraine du critérium
- 2018
  - 2e du championnat d'Ukraine du critérium
- 2019
  - 2e du championnat d'Ukraine du contre-la-montre espoirs

### Classements mondiaux
| Année           | 2019   |
| --------------- | ------ |
| UCI Europe Tour | 1 205e |

## Palmarès sur piste

### Championnats d'Ukraine
- 2019
  - 3e du championnat d'Ukraine de poursuite par équipes